# Тян Віолета Еріківна
Віолета Еріківна Тян (нар. 10 січня 2003) — українська футболістка, права півзахисниця жіночої футбольної команди «Колос».

## Клубна кар'єра
Футбольну кар'єру розпочала в «Житлобуді-2». У квітні-травні 2018 року двічі потрапляла до заявки харківського клубу на поєдинки Вищої ліги України, але в обох випадках на футбольне поле не виходила. Влітку 2018 року перебралася до «Пантер». У футболці уманського клубу дебютувала 5 серпня 2018 року в програному (1:3) домашньому поєдинку Вищої ліги України проти «Восхода» (Стара Маячка). Віолета вийшла на поле в стартовому складі та відіграла увесь матч. Першим голом у професіональному футболі відзначилася 16 серпня 2018 року в програному (1:2) домашньому поєдинку чемпіонату України проти «Родини-Ліцею». У сезоні 2018/19 років зіграла 14 матчів у вищому дивізіоні чемпіонату України, в яких відзначилася 1 голом.
Наступний сезон розпочала у фарм-клубі «Житлобуда-2» – «Харківському коледжі» (ХОВУФКС). У новій команді дебютувала 24 серпня 2019 року в програному (0:1) виїзному поєдинку Першої ліги України проти «Спартака-Оріона». Тян вийшла на поле в стартовому складі та відіграла увесь матч. У першій половині сезону 2019/20 років зіграла 3 матчі в Першій лізі України та 1 поєдинок у кубку України. 
Напередодні старту сезону 2020/21 років підсилила «Ніку». У футболці миколаївського клубу дебютувала 21 квітня 2021 року в програному (0:4) виїзному поєдинку кубку України проти «Маріупольчанки». Віолета вийшла на поле в стартовому складі та відіграла увесь матч. У Вищій лізі України дебютувала за «Ніку» 16 квітня 2020 року в переможному (20:0) домашньому поєдинку 2-го туру проти «Буковинської Надії». Віолета вийшла на поле в стартовому складі та відіграла увесь матч, а на 6-й, 20-й, 33-й та 49-й хвилинах відзначилася своїми першими голами за миколаївську команду. Загалом у сезоні 2019/20 років зіграла 10 матчів у футболці «Ніки», в яких відзначилася 9-ма голами.
13 липня 2021 року уклала договір з «Кривбасом». У футболці криворізького клубу дебютувала 31 липня 2021 року в нічийному (1:1) виїзному поєдинку 1-го туру Вищої ліги України проти «Восхода» (Стара Маячка). Віолета вийшла на поле в стартовому складі та відіграла увесь матч. 
У складі криворожської команди Віолета Тян виграла срібні та бронзові медалі чемпіонату України, а у 2024 році «Кривбас» та «Колос» домовились про повноцінний трансфер гравчині, сума якого склала 500000 гривень.
4 вересня 2024 року у матчі проти амстердамського «Аякса» Тян забила історичний перший гол для команди «Колос» в Лізі чемпіонів УЄФА. 

## Кар'єра в збірній
У футболці дівочої збірної України (WU-17) дебютувала 15 травня 2018 року в програному (0:3) виїзному поєдинку Турніру розвитку УЄФА 2018 проти однолітків з Фінляндії. Віолетв вийшла на поле в стартовому складі, але на 22-й хвилині її замінила Надія Іванченко. З 2017 по 2019 рік зіграла 11 матчів за команду WU-17.
У футболці молодіжної збірної України дебютувала 20 жовтня 2021 року в програному (1:4) виїзному поєдинку 1-го раунду Ліи А молодіжного чемпіонату Європи 2021 року проти однолітків з Нідерландів. Тян вийшла на поле в стартовому складі, а на 46-й хвилині її замінила Надія Іванченко.